# Christina Dahl

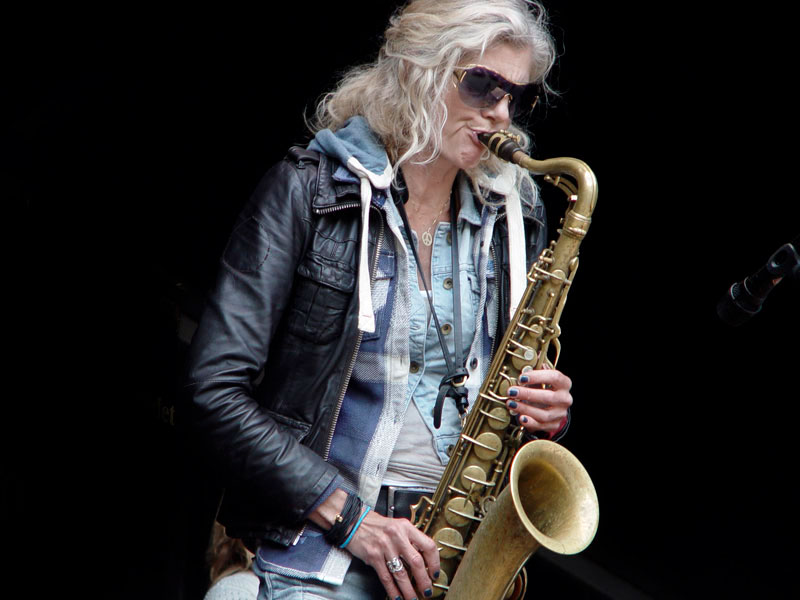
Christina Dahl (2012)

Christina Dahl (* 20. Mai 1965 in Dänemark als Christina Nielsen) ist eine dänische Jazzmusikerin (Tenor- und Sopransaxophon, auch Flöte, Bassklarinette, Komposition).

## Wirken
Nach ihrem Sekundarabschluss am Institut für Musikwissenschaft 1988 studierte Dahl bis 1992 am Rytmisk Musikkonservatorium in Kopenhagen. Während dieses Studiums verbrachte sie 1990 ein Auslandssemester an der Sibelius-Akademie in Helsinki. Zwischen 1996 und 1998 absolvierte sie ein Aufbaustudium Komposition am Rytmisk Musikkonservatorium unter anderem bei Bob Brookmeyer.
Dahl gehörte zunächst zu The Orchestra, mit dem zwischen 1993 und 2003 fünf Alben entstanden. 1994 war sie Teil der von Hanne Rømer und Mia Samuelsson organisierten Nordisk Kvinde Big Band, die nur aus Frauen bestand (Somewhere in Time). Sie leitete gemeinsam mit Ann-Sofi Söderqvist ein Quintett, das 1998 das Album Heartflower veröffentlichte, später ein eigenes Quartett. Weiterhin arbeitete sie mit der DR Big Band, James Moody, Ed Neumeister, Dick Oatts, Bob Brookmeyer, Jim McNeely, Deborah Brown, Bill Dobbins, Bob Mintzer, Tim Hagans, Niels Jørgen Steens The A-Team, Klüvers Big Band, Ib Glindemann, der Beibom/Kroner Bigband und dem Trio Sophisticated Ladies. Sie bildete ein Duo mit Carsten Dahl, den sie heiratete, und ein Quartett, zunächst mit diesem, Marilyn Mazur und Lars Danielsson. Sie tourte in Skandinavien, Litauen, Russland, Großbritannien, Frankreich, Mitteleuropa, China, der Türkei, Tansania und Kanada; auch konzertierte sie auf dem Montreux Jazz Festival, dem Aberdeen Youth Festival, Keitele Jazzfestival, Stockholm Jazzfestival, Edinburgh Jazz Festival und Vancouver International Jazz Festival.

## Preise und Auszeichnungen
Dahl erhielt 1994 den zweiten Preis beim Europäischen Jazzwettbewerb in Belgien 1994 mit dem Christina Nielsen Quintett und im selben Jahr den Ben Webster Prisen. 2010 wurde sie mit dem Bent Jædig Prisen ausgezeichnet, 2011 mit dem Ehrenpreis der Danske Jazz, Beat og Folkemusik Autorer.

## Diskographische Hinweise
- Christina Nielsen: A Touch of Happiness (Stunt Records 1999, mit Jesper Riis, Jacob Christoffersen, Kaspar Vadsholt, Michael Finding)
- Carsten Dahl & Christina Nielsen: Lys på himlen (Dacapo 2000)
- Heartbeats (Stunt Records 2003, mit Jesper Riis, Mads Hyhne, Kæv Gliemann, Carsten Dahl, Anders Christensen, Ed Thigpen)
- Sophisticated Ladies & Christina Dahl: In Spirit (Gateway Music 2012, mit Marie Louise Schmidt, Helle Marstrand, Benita Haastrup)
- Christina Dahl Kvartet: Life’s Carousel (Storyville Records 2014, mit Niclas Knudsen, Jesper Lundgaard, Espen Laub von Lillenskjold)[2]
- Christina Dahl Quartet: Quintesse (Storyville Records 2019, mit Niclas Knudsen, Nils Bosse Davidsen, Espen Laub von Lillenskjold)[3]